# Ungarns Grand Prix 2025
Ungarns Grand Prix 2025 (officielt navn: Formula 1 Lenovo Hungarian Grand Prix 2025) var et Formel 1-løb, som blev kørt den 3. august 2025 på Hungaroring i Mogyoród, Ungarn. Det var det fjortende løb i Formel 1-sæsonen 2025

## Kvalifikation
| Pos.               | Nr. | Kører                 | Konstruktør                  | Del 1    | Del 2    | Del 3    | Grid |
| ------------------ | --- | --------------------- | ---------------------------- | -------- | -------- | -------- | ---- |
| 1                  | 16  | Charles Leclerc       | Ferrari                      | 1.15,582 | 1.15,455 | 1.15,372 | 1    |
| 2                  | 81  | Oscar Piastri         | McLaren-Mercedes             | 1.15,211 | 1.14,941 | 1.15,398 | 2    |
| 3                  | 4   | Lando Norris          | McLaren-Mercedes             | 1.15,523 | 1.14,890 | 1.15,413 | 3    |
| 4                  | 63  | George Russell        | Mercedes                     | 1.15,627 | 1.15,201 | 1.15,425 | 4    |
| 5                  | 14  | Fernando Alonso       | Aston Martin Aramco-Mercedes | 1.15,281 | 1.15,395 | 1.15,481 | 5    |
| 6                  | 18  | Lance Stroll          | Aston Martin Aramco-Mercedes | 1.15,673 | 1.15,129 | 1.15,498 | 6    |
| 7                  | 5   | Gabriel Bortoleto     | Kick Sauber-Ferrari          | 1.15,586 | 1.15,687 | 1.15,725 | 7    |
| 8                  | 1   | Max Verstappen        | Red Bull Racing-Honda RBPT   | 1.15,736 | 1.15,547 | 1.15,728 | 8    |
| 9                  | 30  | Liam Lawson           | Racing Bulls-Honda RBPT      | 1.15,849 | 1.15,630 | 1.15,821 | 9    |
| 10                 | 6   | Isack Hadjar          | Racing Bulls-Honda RBPT      | 1.15,516 | 1.15,469 | 1.15,915 | 10   |
| 11                 | 87  | Oliver Bearman        | Haas-Ferrari                 | 1.15,750 | 1.15,694 | N/A      | 11   |
| 12                 | 44  | Lewis Hamilton        | Ferrari                      | 1.15,733 | 1.15,702 | N/A      | 12   |
| 13                 | 55  | Carlos Sainz Jr.      | Williams-Mercedes            | 1.15,652 | 1.15,781 | N/A      | 13   |
| 14                 | 43  | Franco Colapinto      | Alpine-Renault               | 1.15,875 | 1.16,159 | N/A      | 14   |
| 15                 | 12  | Andrea Kimi Antonelli | Mercedes                     | 1.15,782 | 1.16,386 | N/A      | 15   |
| 16                 | 22  | Yuki Tsunoda          | Red Bull Racing-Honda RBPT   | 1.15,899 | N/A      | N/A      | PL1  |
| 17                 | 10  | Pierre Gasly          | Alpine-Renault               | 1.15,966 | N/A      | N/A      | 16   |
| 18                 | 31  | Esteban Ocon          | Haas-Ferrari                 | 1.16,023 | N/A      | N/A      | 17   |
| 19                 | 27  | Nico Hülkenberg       | Kick Sauber-Ferrari          | 1.16,081 | N/A      | N/A      | 18   |
| 20                 | 23  | Alexander Albon       | Williams-Mercedes            | 1.16,223 | N/A      | N/A      | 19   |
| 107%-tid: 1-20,475 |     |                       |                              |          |          |          |      |
| Kilde:             |     |                       |                              |          |          |          |      |

Noter:
↑1 - Yuki Tsunoda måtte starte fra pit lane efter at have skiftet motordele under parc fermé.

## Resultat
| Pos.                                                               | Nr. | Kører                 | Konstruktør                  | Omgange | Tid/Udgået  | Startpos. | Point |
| ------------------------------------------------------------------ | --- | --------------------- | ---------------------------- | ------- | ----------- | --------- | ----- |
| 1                                                                  | 4   | Lando Norris          | McLaren-Mercedes             | 70      | 1:35.21,231 | 3         | 25    |
| 2                                                                  | 81  | Oscar Piastri         | McLaren-Mercedes             | 70      | +0,698      | 2         | 18    |
| 3                                                                  | 63  | George Russell        | Mercedes                     | 70      | +21,916     | 4         | 15    |
| 4                                                                  | 16  | Charles Leclerc       | Ferrari                      | 70      | +42,5601    | 1         | 12    |
| 5                                                                  | 14  | Fernando Alonso       | Aston Martin Aramco-Mercedes | 70      | +59,040     | 5         | 10    |
| 6                                                                  | 5   | Gabriel Bortoleto     | Kick Sauber-Ferrari          | 70      | +1.06,169   | 7         | 8     |
| 7                                                                  | 18  | Lance Stroll          | Aston Martin Aramco-Mercedes | 70      | +1.08,174   | 6         | 6     |
| 8                                                                  | 30  | Liam Lawson           | Racing Bulls-Honda RBPT      | 70      | +1.09,451   | 9         | 4     |
| 9                                                                  | 1   | Max Verstappen        | Red Bull Racing-Honda RBPT   | 70      | +1.12,645   | 8         | 2     |
| 10                                                                 | 12  | Andrea Kimi Antonelli | Mercedes                     | 69      | +1 omgang   | 15        | 1     |
| 11                                                                 | 6   | Isack Hadjar          | Racing Bulls-Honda RBPT      | 69      | +1 omgang   | 10        |       |
| 12                                                                 | 44  | Lewis Hamilton        | Ferrari                      | 69      | +1 omgang   | 12        |       |
| 13                                                                 | 27  | Nico Hülkenberg       | Kick Sauber-Ferrari          | 69      | +1 omgang   | 18        |       |
| 14                                                                 | 55  | Carlos Sainz Jr.      | Williams-Mercedes            | 69      | +1 omgang   | 13        |       |
| 15                                                                 | 23  | Alexander Albon       | Williams-Mercedes            | 69      | +1 omgang   | 19        |       |
| 16                                                                 | 10  | Pierre Gasly          | Alpine-Renault               | 69      | +1 omgang   | 17        |       |
| 17                                                                 | 22  | Yuki Tsunoda          | Red Bull Racing-Honda RBPT   | 69      | +1 omgang   | PL        |       |
| 18                                                                 | 43  | Franco Colapinto      | Alpine-Renault               | 69      | +1 omgang   | 14        |       |
| 19                                                                 | 31  | Esteban Ocon          | Haas-Ferrari                 | 69      | +1 omgang2  | 16        |       |
| Ret                                                                | 87  | Oliver Bearman        | Haas-Ferrari                 | 48      | Gulv        | 11        |       |
| Hurtigste omgang: George Russell (Mercedes) - 1.15,372 (omgang 45) |     |                       |                              |         |             |           |       |
| Kilde:                                                             |     |                       |                              |         |             |           |       |

Noter:
↑1 - Charles Leclerc blev givet en 5-sekunders straf for at køre uregelmæssigt. Hans slutposition forblev uændret af straffen.
↑2 - Esteban Ocon blev givet en 10 sekunders straf for at være skyld i et sammenstød med Carlos Sainz Jr. Hans slutposition gik som resultat fra 17. til 19. pladsen.

## Stilling i mesterskaberne efter løbet
| Pos. | Kører           | Point |
| ---- | --------------- | ----- |
| 1    | Oscar Piastri   | 284   |
| 2    | Lando Norris    | 275   |
| 3    | Max Verstappen  | 187   |
| 4    | George Russell  | 172   |
| 5    | Charles Leclerc | 151   |

| Pos. | Konstruktør         | Point |
| ---- | ------------------- | ----- |
| 1    | McLaren-Mercedes    | 559   |
| 2    | Ferrari             | 260   |
| 3    | Mercedes            | 236   |
| 4    | Red Bull-Honda RBPT | 194   |
| 5    | Williams-Mercedes   | 70    |